# Tobrilus brzeskii
Tobrilus brzeskii is een rondwormensoort uit de familie van de Tobrilidae.